# La morte di Cleopatra (Rixens)
La morte di Cleopatra (La Mort de Cléopâtre) è un dipinto del pittore francese Jean-André Rixens, realizzato nel 1874 e oggi esposto al musée des Augustins di Tolosa. Assieme a Il cadavere di Cesare (Niort, museo Bernard-d'Agesci) e alla Morte di Agrippina (museo di belle arti di Béziers), quest'opera fa parte dei tre dipinti a soggetto storico che hanno contribuito a garantire la fama al pittore. L'estetica orientalista ampiamente percettibile in questo dipinto è rappresentativa di questa corrente artistica che segnò il XIX secolo.

## Storia
Jean-André Rixens dipinse La morte di Cleopatra nel 1874 e lo stesso anno espose la tela al Salone degli artisti francesi di Parigi. Lo stato francese riuscì ad ottenere l'opera e la mise in deposito nel 1875 presso il museo tolosano, dove si trova attualmente, esposta nella sala rossa. Con il decreto del ministro della cultura del 4 febbraio 2004, in applicazione della legge del 4 gennaio 2002 relativa ai musei francesi, l'opera è di proprietà della città di Tolosa. L'opera viene prestata spesso per essere esposta nelle mostre in Francia o all'estero. Il quadro venne restaurato nel 1981.

## Descrizione
Il dipinto ritrae la morte dell'ultima regina d'Egitto, Cleopatra, che si suicidò in seguito alla battaglia di Azio per non essere fatta prigioniera dalle truppe di Ottaviano. Incapace di sopportare la sconfitta umiliante, ella non trovò altra via di fuga che la morte. Secondo la versione più celebre, l'ultima dei faraoni si fece mordere da un aspide. Questo tema artistico appartiene all'egittomania, l'interesse per la cultura egizia durante il diciannovesimo secolo, e consentì a Rixens di cimentarsi nei suoi due soggetti preferiti: il nudo femminile e le scene del sonno o della morte. In quest'opera si uniscono Eros e Tanato (l'amore e la morte) e l'esotismo orientale si intreccia con l'erotismo.
Al centro del dipinto, la regina Cleopatra è distesa sul suo letto funebre policromo. La testa del letto ha la forma di un avvoltoio che tiene tra gli artigli la croce della vita, un simbolo di eternità. Rixens mise in risalto la sensualità del corpo della donna rappresentandola nuda fino alle ginocchia. La pelle color del latte della regina riflette la luce straordinaria nel quadro e richiama i bagni nel latte che Cleopatra era solita fare. Ella è dipinta di tre quarti a sinistra e due trecce nere contornano il suo volto fisso nella serenità e nella dignità di essere morta da sovrana. Le palpebre sono chiuse e il braccio sinistro, sul quale sono indossati due bracciali d'oro, penzola nel vuoto e guida l'occhio dello spettatore verso la mano delicata. Lo stesso braccio indirizza l'occhio dello spettatore verso il cesto di fichi posto su una pelle di leopardo, dal quale sarebbe uscito il serpente, che è assente nella scena.
Attorno a lei si trovano le sue serve dalla pelle più scura, che contrasta con la carnagione pallida di Cleopatra. Le ancelle dovevano restare con la loro padrona fino alle ultime ore della sua vita. Una delle due, Ira, è a torso nudo, sopraffatta dal dolore, è distesa ai piedi della defunta in maniera teatrale. Dalla sua testa ricadono delle lunghe ciocche nere che ricordano l'aspide assassino. La seconda, Carmione, è seduta al capezzale di Cleopatra e sistema graziosamente il diadema dorato della sua padrona. Un velo trasparente ricopre il suo corpo e lascia intravedere una parte del petto. Ella guarda con un'aria di sfida il gruppo di soldati romani, nascosto nell'ombra sullo sfondo, che si dirige verso di loro. Dietro Carmione si trova la statua di Iside, una dea protettrice e salvatrice, mentre allatta suo figlio Horo. La dea era rimasta fedele al marito Osiride dopo il suo omicidio e lo fece resuscitare; nella morte, anche Cleopatra resta fedele a Marco Antonio, il suo ultimo amore.